# Lazos de familia
Lazos de familia (en portugués: Laços de Família) es una telenovela brasileña creada por Manoel Carlos y emitida originalmente en su país de origen por TV Globo desde el 5 de junio de 2000, hasta el 2 de febrero de 2001. La idea central de la telenovela, según el creador, surgió de la lectura de un artículo periodístico: en Estados Unidos, en 1990, sobre una madre de una joven con leucemia se quedó embarazada para salvar a su hija. El enfoque de la leucemia llevó a la Rede Globo a ganar el premio de responsabilidad social más importante del mundo, el BITC Awards for Excellence 2001, en la categoría de Global Leadership Award.
Fue protagonizada por Vera Fischer, Carolina Dieckmann, Reynaldo Gianecchini, José Mayer y Tony Ramos, con actuaciones antagónicas de Deborah Secco, Luiz Nicolau, Regiane Alves, Henri Pagnoncelli y Marieta Severo.

## Producción

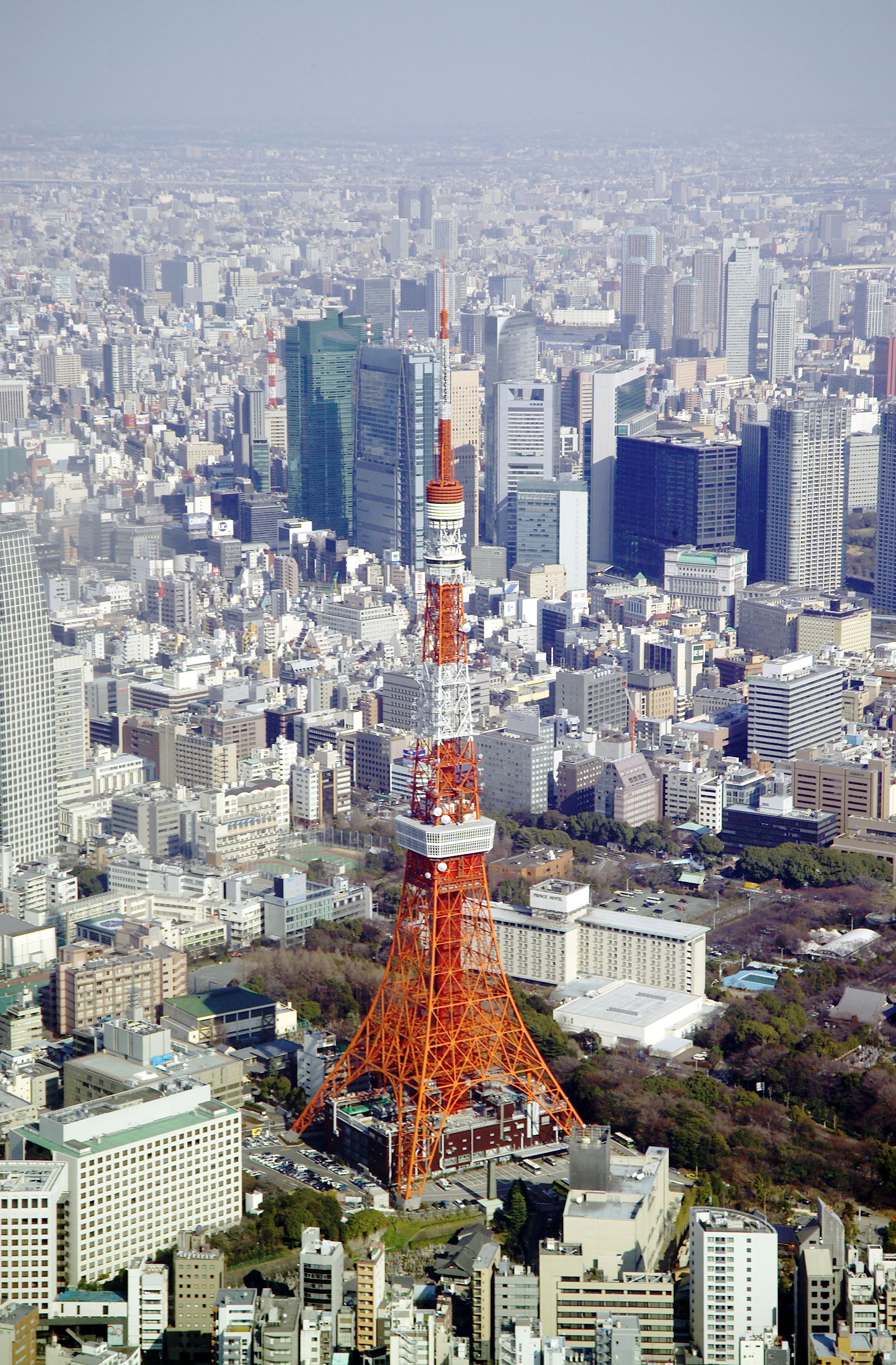
Tokio, la ciudad en la que se grabaron las escenas en los primeros capítulos.

Un equipo de 25 personas pasó diez días en Japón grabando escenas de los encuentros de Helena (Vera Fischer), Edu (Reynaldo Gianecchini), Camila (Carolina Dieckmann), Miguel (Tony Ramos) y Ciça (Júlia Feldens), que ocurre en los primeros capítulos de la telenovela. Las grabaciones se realizaron en las ciudades de Tokio, Kioto y Nikko con el apoyo de profesionales de IPC Television, una emisora de TV Globo Internacional en Japón. El director Ricardo Waddington buscó trabajar con pocos movimientos de cámara para traducir la sensación de intimidad que el guion de Manoel Carlos proporciona al espectador. Waddington favoreció la secuenciación – donde una secuencia se filma sin cortes – para interferir poco en las escenas. Los capítulos estaban puntuados por varias imágenes del barrio de Leblon, previamente grabadas, para ser utilizadas a lo largo de la telenovela.

### Escenografía y arte

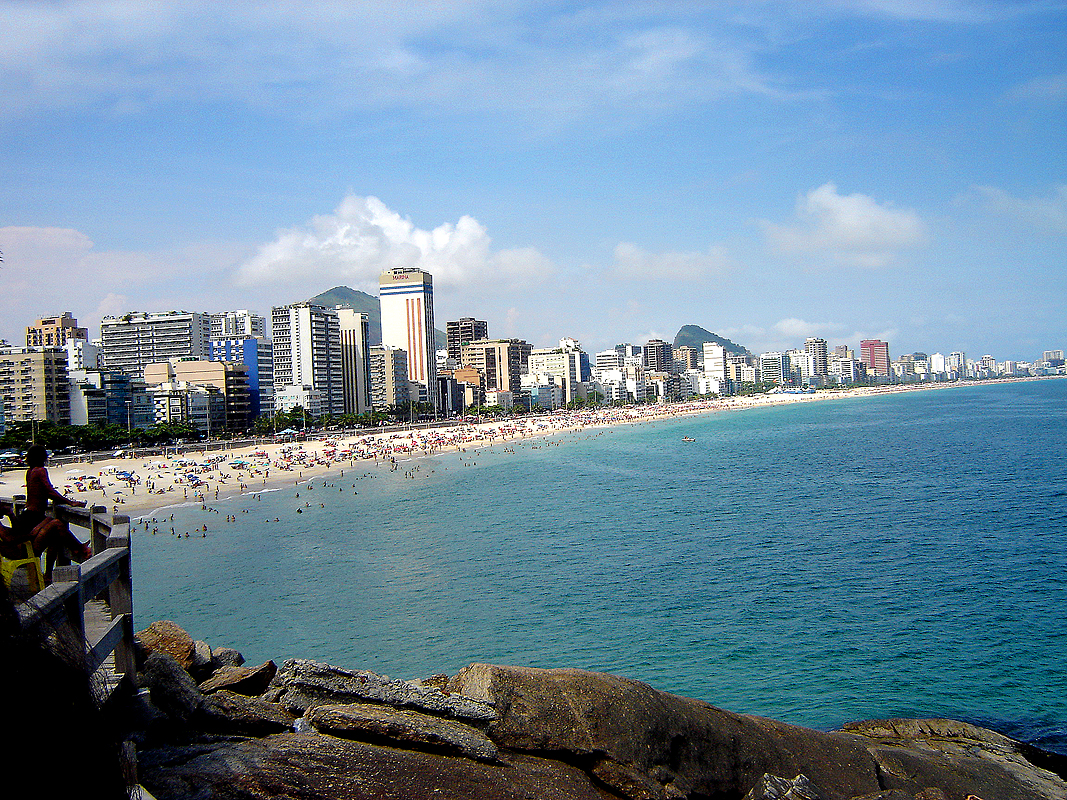
Leblon, escenario principal de la telenovela.

En los primeros capítulos de la telenovela, la librería Argumento, en Leblon, sirvió de escenario para las escenas ambientadas en la librería Dom Casmurro, perteneciente a Miguel (Tony Ramos). Luego se construyó un escenario idéntico en Estúdios Globo, con más de cuatro mil libros prestados por las editoriales, y un busto del escritor Machado de Assis. Se construyó un escenario exterior que reproduce una floricultura, contando con más de cuarenta arbustos de diferentes colores y tipos – rosas, lirios, gerberas, margaritas, orquídeas – todos artificiales, pero combinando la textura y el tipo de iluminación.
Los actores que trabajaron en los escenarios de Naturallis, la clínica de Helena (Vera Fischer) – especializada en fisioterapia, acupuntura y diversos tratamientos de belleza –, y en el rancho comandado por Pedro (José Mayer) fueron auxiliados por profesionales especializados para desempeñar sus funciones.

## Sinopsis
Ambientada en Leblon, al sur de Río de Janeiro, la telenovela señala la complejidad de las relaciones amorosas y familiares, especialmente entre padres e hijos. La idea central de Lazos de familia es el sacrificio de Helena (Vera Fischer), que abandona su amor por Edu (Reynaldo Gianecchini) por su hija Camila (Carolina Dieckmann). Al darse cuenta de la implicación entre Camila y Edu, un joven licenciado en medicina y 20 años más joven que ella, Helena decide romper con el chico y dejar el camino libre a su hija. Ya casada con Edu, Camila descubre que tiene leucemia. La enfermedad revela el conflicto que vivió Helena, que siempre ocultó a su hija la verdadera identidad de su padre, Pedro (José Mayer). Helena se ve obligada a decir la verdad cuando Camilla tiene que someterse a un trasplante de médula ósea, ya que su medio hermano Fred (Luigi Baricelli) es incompatible.
El ápice de la telenovela ocurre cuando la protagonista decide quedarse embarazada para generar un donante de médula para su hija. Ya enamorada de Miguel (Tony Ramos), la heroína vuelve a renunciar al amor para tener un hijo con Pedro y tratar de salvar la vida de Camila.

## Reparto
| Actor/Actriz         | Personaje                                |
| -------------------- | ---------------------------------------- |
| Vera Fischer         | Helena Lacerda                           |
| Tony Ramos           | Miguel Soriano                           |
| Carolina Dieckmann   | Camila Lacerda Ferrari                   |
| Reynaldo Gianecchini | Eduardo Albuquerque (Edu)                |
| Marieta Severo       | Alma Flora Pirajá de Albuquerque Menezes |
| José Mayer           | Pedro Marcondes Mendes                   |
| Deborah Secco        | Íris Lacerda                             |
| Lília Cabral         | Ingrid Lacerda                           |
| Giovanna Antonelli   | Capitu                                   |
| Luigi Baricelli      | Fred Lacerda                             |
| Helena Ranaldi       | Cíntia                                   |
| Alexandre Borges     | Danilo Menezes                           |
| Regiane Alves        | Clara                                    |
| Júlia Feldens        | Ciça                                     |
| Flávio Silvino       | Paulo Soriano                            |
| Soraya Ravenle       | Ivete                                    |
| Zé Victor Castiel    | Viriato                                  |
| Leonardo Villar      | Pascoal                                  |
| Walderez de Barros   | Ema                                      |
| Júlia Almeida        | Estela                                   |
| Daniel Boaventura    | Alex                                     |
| Umberto Magnani      | Eládio                                   |
| Marly Bueno          | Olívia                                   |
| Thalma de Freitas    | Zilda                                    |
| Inez Vianna          | Márcia                                   |
| Monique Curi         | Antônia                                  |
| Luciano Quirino      | Laerte                                   |
| Henri Pagnoncelli    | Orlando                                  |
| Xuxa Lopes           | Glória                                   |
| Paulo Figueiredo     | Rodrigo                                  |
| Beatriz Lyra         | Cleide                                   |
| Yara Lins            | Nilda                                    |
| Cléa Simões          | Irene                                    |
| André Valli          | Onofre                                   |
| Denise Sartori       | Ofélia                                   |
| Vanessa Machado      | Simone                                   |
| Luiz Nicolau         | Maurinho                                 |
| Juliana Paes         | Rita                                     |
| Mônica Siedler       | Socorro                                  |
| Cláudio Gabriel      | Severino                                 |
| Arlete Heringer      | Marta                                    |
| Flávia Guimarães     | Ana                                      |
| Cynthia Benini       | Isabel                                   |
| Leon Góes            | Bento                                    |
| Paulo Zulu           | Romeu                                    |
| Max Fercondini       | Fábio                                    |

Niños
| Actor/Actriz            | Personaje                 |
| ----------------------- | ------------------------- |
| Carla Diaz              | Rachel                    |
| Samuel Melo             | Tide                      |
| Júlia Maggessi          | Nina                      |
| Natan y Andrey Linhares | Bruninho (bebé de Capitu) |

### Participaciones especiales
| Actor/Actriz          | Personaje        |
| --------------------- | ---------------- |
| Fernando Torres       | Aléssio Lacerda  |
| Eliete Cigarini       | Sílvia           |
| Lavínia Vlasak        | Luiza            |
| José Lewgoy           | Ezequiel         |
| Ana Maria Magalhães   | Lívia            |
| Ana Ariel             | Doriana          |
| Iran Malfitano        | Pedro (joven)    |
| Josie Antello         | Neuza            |
| Ana Carbatti          | Aline            |
| Luiz Baccelli         | Dr. César        |
| Edson Silva           | Heitor           |
| Graziela di Laurentis | Daniela          |
| Alby Ramos            | Bira             |
| Lulu Pavarin          | Clarice          |
| Felipe Rocha          | Zeca             |
| Paulo Caruso          | Rubens (Rubinho) |
| Lionel Fischer        | Fernando         |
| Alexandra Richter     | Elisa            |
| Miwa Yanagizawa       | Cel              |
| Múcio Medeiros        | Carlão           |
| Juliana Silveira      | Patrícia         |
| Samantha Brandão      | Maria            |
| Francisco Carvalho    | Getúlio          |
| Andréa Cavalcanti     | Verinha          |
| João Junior           | Trindade         |
| Nilton Marques        | Alfredo          |
| Nany di Lima          | Noêmia           |
| Edward Boggis         | Rafael           |
| Joana Motta           | Liza             |
| Rafael Baronesi       | Nathan           |
| Vitor Hugo            | Hugo             |
| Salvatore Giuliano    | Luiz             |
| Giovanna de Toni      | Eloíse           |
| Natã Beltrão          | Bruninho         |
| Paula Tolentino       | Marcela          |
| Oliver Okazaki        | Toshio           |
| Sônia Siqueira        | Marisa           |

## Repercusión
Lazos de familia ha sido transmitido a más de 65 países, incluyendo Bolivia, Chile, Grecia, Francia, Honduras,Venezuela, Yugoslavia, Portugal y Rusia. Durante la emisión de la telenovela por Telemundo en los Estados Unidos, se llevó a cabo una campaña de donación de médula ósea – llamada Regala Esperanza, Regala Vida – siguiendo el ejemplo de lo que ocurrió en Brasil. En Brasil, desde noviembre de 2000 (cuando se emitió la telenovela) hasta enero de 2001, el promedio de personas inscritas en el Registro Brasileño de Donantes Voluntarios de Médula Ósea (REDOME) pasó de veinte a novecientos por mes, un aumento del 4.400%.
En su país de origen, Lazos de familia se emitió en dos ocasiones, del 28 de febrero al 23 de septiembre de 2005, y actualmente desde el 7 de septiembre de 2020, por Rede Globo.

### Audiencia
En Brasil, el primer capítulo de la telenovela obtuvo 45 puntos de promedio. Estos índices fueron más bajos que los de su predecesor Terra Nostra, que obtuvo 51 puntos en su estreno. En el capítulo en el que Camila (Carolina Dieckmann) se afeitó el pelo a causa de la enfermedad, el 79% de los televisores conectados del país estaban sintonizados con la telenovela. Su último capítulo obtuvo un promedio de 60 puntos, excelente para el programa, consolidando 60 puntos. Lazos de familia tuvo un promedio final de 44,9 puntos.

### Premios
Marieta Severo fue elegida por la Associação Paulista de Críticos de Arte (APCA) como la mejor actriz del año 2000 por su actuación como Alma. Al año siguiente, el creador de la telenovela Manoel Carlos recibió el Premio José Olympio de la Unión Nacional de Editores de Libros.

### Censura de la justicia
En noviembre de 2000, el Ministro de Justicia exigió que la Rede Globo retirara del reparto de la telenovela a todos los niños menores de 18 años, incluidos los extras, y que la telenovela se emitiera después de las 21 horas. La justificación fue que la telenovela tenía «escenas con connotaciones sexuales y imágenes de violencia doméstica o urbana». Además, los menores de edad que formaban parte del elenco de la telenovela no tenían licencia judicial para actuar.  Para resolver el caso, el creador Manoel Carlos escribió las escenas de las «desapariciones» de los actores, que fueron prohibidos por los tribunales para aparecer en la televisión. Cada uno tenía un final diferente. La única menor de edad que permaneció en el reparto fue Júlia Almeida, hija de Manoel Carlos, que obtuvo una orden judicial de mandamus. Julia Maggessi, que tenía dos años, también fue retirada del reparto, Maggessi había reemplazado a Larissa Honorato como Nina. Larissa, de un año y diez meses de edad, fue reemplazada después de un informe médico, la niña sufrió abuso psicológico durante las grabaciones de una escena de discusión familiar.

## Banda sonora
La telenovela Lazos de familia tenía dos bandas sonoras comercializadas: una nacional y otra internacional.

### Nacional

#### Lista de canciones
| N.º | Título                             | Música                                                | Duración |  |
| 1.  | «Como Vai Você?»                   | Daniela Mercury                                       | 03:49    |  |
| 2.  | «Próprias Mentiras»                | Deborah Blando                                        | 04:17    |  |
| 3.  | «Solamente Una Vez»                | Nana Caymmi                                           | 03:35    |  |
| 4.  | «O Pai da Alegria»                 | Martinho da Vila                                      | 03:36    |  |
| 5.  | «Corcovado»                        | Astrud Gilberto, João Gilberto, Tom Jobim y Stan Getz | 04:17    |  |
| 6.  | «Balada do Amor Inabalável»        | Skank                                                 | 03:55    |  |
| 7.  | «Man! I Feel Like a Woman!»        | Shania Twain                                          | 03:52    |  |
| 8.  | «Samba de Verão»                   | Caetano Veloso                                        | 03:07    |  |
| 9.  | «My Way (Comme D' Habitude)»       | Paul Anka                                             | 03:40    |  |
| 10. | «Perdendo Dentes»                  | Pato Fu                                               | 04:19    |  |
| 11. | «Sentimental Demais»               | Simone                                                | 03:31    |  |
| 12. | «Baby»                             | Mutantes                                              | 03:35    |  |
| 13. | «Abraçável Você (Embraceable You)» | Jane Duboc                                            | 03:41    |  |
| 14. | «Mensagem de Amor»                 | Lucas Santtana                                        | 03:47    |  |
| 15. | «Peão Apaixonado»                  | Rionegro & Solimões                                   | 03:03    |  |

### Internacional

#### Lista de canciones
| N.º | Título                           | Música            | Duración |  |
| 1.  | «Breathe»                        | Faith Hill        | 04:09    |  |
| 2.  | «So Nice (Summer Samba)»         | Bebel Gilberto    | 03:32    |  |
| 3.  | «How Insensitive (Insensatez)»   | Laura Fygi        | 03:33    |  |
| 4.  | «I'll Try»                       | Alan Jackson      | 03:52    |  |
| 5.  | «Spanish Guitar»                 | Toni Braxton      | 04:49    |  |
| 6.  | «Love By Grace»                  | Lara Fabian       | 04:09    |  |
| 7.  | «The Look of Love»               | Dusty Springfield | 03:42    |  |
| 8.  | «Let's Face The Music And Dance» | Diana Krall       | 05:18    |  |
| 9.  | «Save Me»                        | Hanson            | 03:40    |  |
| 10. | «Rome Wasn't Built In A Day»     | Morcheeba         | 03:34    |  |
| 11. | «Gotta Tell You»                 | Samantha Mumba    | 03:19    |  |
| 12. | «When I Fall In Love»            | Rick Astley       | 03:01    |  |
| 13. | «As Time Goes By»                | Jimmy Durante     | 02:29    |  |
| 14. | «Girl»                           | Terra Molhada     | 02:56    |  |